# Comité d'action pédérastique révolutionnaire
Le Comité d’action pédérastique révolutionnaire (CAPR) apparaît en mai 1968 lors de l’occupation de la Sorbonne. Ses deux seuls membres sont Guillaume Charpentier et son ami Stéphane.

## Histoire
Mai 68 en France est caractérisé par de grandes manifestations, une grève générale et sauvage et des occupations, notamment celle de la Sorbonne. Les événements de mai 1968 ont pour conséquence un affaiblissement du respect de l’autorité et sont caractérisés de « révolution morale ». Elle entraîne un changement radical des comportements sexuels des Français et a un impact fort sur les valeurs et tabous, venant changer le regard de la population sur les relations sexuelles.
Guillaume Charpentier est né en 1938, d’une mère savoyarde et d’un père breton. Dans une interview de 1988, il insiste lui-même sur ses origines populaires. Ses parents, tous deux domestiques, avaient déménagé à Paris du fait de leurs emplois. Sa situation fait qu’il se qualifie de « pédé du peuple » pour qui Arcadie, trop bourgeois, a peu d’attrait. Il obtient son baccalauréat en 1963 et étudie ensuite les lettres classiques à la Sorbonne. Lors de ses années d’études, il est surveillant au lycée Saint-Louis et prépare l’agrégation de lettres classiques qu’il doit passer en 1968. Cependant, il boycotte l’agrégation en 1968 et en 1969 et ne la passera finalement jamais.
Ce que certains considèrent comme leur problème principal, l’homosexualité, n’est pas abordée par les étudiants en contestation à la Sorbonne. Ainsi, mi-mai, après plusieurs jours d’agitation et d’occupation, Guillaume Charpentier et son ami Stéphane rédigent à l'Écritoire (un café place de la Sorbonne) un manifeste au nom du Comité d’action pédérastique révolutionnaire (CAPR). Ils collent huit exemplaires manuscrits de ce manifeste sur les murs de la Sorbonne qui sont aussitôt arrachés. Ils collent de nouveau une dizaine d’affiches le lendemain, dont seuls un ou deux exemplaires ne sont pas arrachés. Un millier de tracts sont également distribués à l'Odéon et dans les « tasses » de Paris. L'existence du CAPR est très éphémère et après environ deux semaines, c'est déjà la fin.
L'année d'après, en juin 1969, Charpentier part aux États-Unis. Il arrive au moment des émeutes de Stonewall à New York, auxquelles il assiste. Même si l'existence du CAPR est brève, le comité reste important car il marque un tournant en élevant la question de l’homosexualité au rang de question politique, rompant ainsi avec la tradition arcadienne. De retour en France en septembre 1970, fort de ses expériences américaines, Charpentier sera à l'avant-garde du Front homosexuel d'action révolutionnaire. Les actions du CAPR sont à l'origine du FHAR selon leur « Rapport contre la normalité » de 1971.

## Manifeste
Il n’existe plus aucun exemplaire du manifeste, mais il est retranscrit et publié par le journaliste et historien Pierre Hahn en 1970. L'historien Michael Sibalis précise que Pierre Hahn ne recopie pas un passage traitant les membres d'Arcadie de « vieilles marquises réacs » car, lui même arcadien, il jugeait la critique trop vive. Le manifeste est recopié tel que suit: 
Émus et profondément bouleversés par la répression civile et policière qui s’exerce à l’endroit de toutes les minorités érotiques (homosexuels, voyeurs, maso., partouzes), le Comité d’Action Pédérastique Révolutionnaire dénonce la restriction des possibilités amoureuses qui sévit en Occident depuis l’avènement du judéo-christianisme. Les exemples de cette répression odieuses ne manquent pas ; vous les avez sous les yeux à chaque instant ; les inscriptions et les dessins dans les chiottes de la Sorbonne et autres ; les passages à tabac d’homosexuels par la police ou par des civils rétrogrades ; la mise en fiche policière, en général, l’attitude de soumission, les yeux de chiens battus, le genre rase-les-murs de l’homosexuel type ; les carrières brisées, l’isolement et la mise au secret qui sont le lot de toutes les minorités érotiques. Pour un glorieux Jean Genet, cent mille pédérastes honteux, condamnés au malheur.
Le C.A.P.R. lance un appel pour que vous, pédérastes, lesbiennes, etc..., preniez conscience de votre droit à exprimer en toute liberté vos options ou vos particularités amoureuses et à promouvoir par votre exemple une véritable libération sexuelle dont les prétendues majorités sexuelles ont tout autant besoin que nous (...)

(Un homme sur 20 est pd; sur 4 milliards de la population mondiale, ça fait 200 millions de pd). NON PAS L’AMOUR ET LA MORT, MAIS L’AMOUR ET LA LIBERTÉ.

### Dans la fiction
- Dominique Fernandez, L'étoile rose, Grasset, 1978.
- Ma Saison Super 8, Alessandro Avelis, Antiprod, 2005.